# Hotell Transylvanien: Ombytta roller
Hotell Transylvanien: Ombytta roller (på engelska: Hotel Transylvania: Transformania) är en amerikansk datoranimerad komedifilm producerad av Columbia Pictures och Sony Pictures Animation och distribuerad av Amazon Studios. Det är den fjärde och sista delen i Hotell Transylvanien-franchisen, i regi av Derek Drymon och Jennifer Kluska.
Filmen hade premiär på Amazon Prime Video den 14 januari 2022.

## Handling
När Van Helsings mystiska uppfinning, monstrifierings-strålen, löper amok förvandlas Drac och hans monstervänner till människor, och Johnny blir ett monster! Drac, utan sina krafter, och en sprudlande Johnny, som älskar sitt nya liv som monster, måste resa över hela världen för att hitta ett botemedel innan det är för sent. Innan de driver varandra galna och deras förvandlingar blir permanenta.

## Rollista
| Karaktär                      | Engelska röster    | Svenska röster            |
| ----------------------------- | ------------------ | ------------------------- |
| Greve Dracula                 | Brian Hull         | Kim Sulocki               |
| Jonathan "Johnny" Loughran    | Andy Samberg       | Jesper Adefelt            |
| Mavis                         | Selena Gomez       | Mikaela Ardai Jennefors   |
| Ericka                        | Kathryn Hahn       | Hanna Dorsin              |
| Professor Abraham Van Helsing | Jim Gaffigan       | Dan Ekborg                |
| Wayne                         | Steve Buscemi      | Ole Ornered               |
| Wanda                         | Molly Shannon      | Charlotte Ardai Jennefors |
| Frankenstein                  | Brad Abrell        | Gunnar Ernblad            |
| Eunice                        | Fran Drescher      | Sharon Dyall              |
| Griffin                       | David Spade        | Joakim Jennefors          |
| Mumien Murray                 | Keegan-Michael Key | Göran Gillinger           |
| Dennis Loughran               | Asher Blinkoff     | Axel Adelöw               |
| Winnie                        | Zoe Berri          |                           |
| Wesley                        | Asher Bishop       |                           |
| Party Monster                 | Ninja              |                           |
| Blobby                        | Genndy Tartakovsky |                           |
| Wilma                         | Victoria Gomez     |                           |
| Wendy                         | Jennifer Kluska    |                           |